# Lonchura nigerrima
Lonchura nigerrima là một loài chim trong họ Estrildidae.